# Prodavnica tajni
Prodavnica tajni – czwarty album studyjny serbskiego zespołu Bajaga i instruktori, wydany w 1988 roku nakładem wytwórni PGP-RTB. Nagrań dokonano jesienią 1988 roku w Studio M oraz Studio 1 Radia Novi Sad w Nowym Sadzie. W 1998 album został sklasyfikowany na 79. miejscu listy 100 najlepszych rockowych i popowych albumów wydanych w byłej Jugosławii, opublikowanej w książce YU 100: najbolji albumi jugoslovenske rok i pop muzike (YU 100: najlepsze albumy jugosłowiańskiej muzyki rock i pop).

## Inne informacje
Piosenka Ostatnia nocka wykonywana przez Macieja Maleńczuka zamieszczona na albumie Yugopolis 2, jest adaptacją piosenki Verujem - ne verujem.

## Lista utworów
| Nr | Tytuł utworu                    | Słowa                  | Muzyka                                     | Długość |
| -- | ------------------------------- | ---------------------- | ------------------------------------------ | ------- |
| 1. | „Gore-dole”                     | Momčilo Bajagić Bajaga | Momčilo Bajagić Bajaga                     | 3:50    |
| 2. | „Plavi safir”                   | Momčilo Bajagić Bajaga | Momčilo Bajagić Bajaga                     | 4:40    |
| 3. | „Verujem - ne verujem”          | Momčilo Bajagić Bajaga | Momčilo Bajagić Bajaga                     | 3:20    |
| 4. | „Godine prolaze”                | Momčilo Bajagić Bajaga | Momčilo Bajagić Bajaga                     | 3:43    |
| 5. | „Ruski voz”                     | Momčilo Bajagić Bajaga | Momčilo Bajagić Bajaga, Živorad Milenković | 4:09    |
| 6. | „Vesela pesma”                  | Živorad Milenković     | Živorad Milenković                         | 3:33    |
| 7. | „Tišina”                        | Momčilo Bajagić Bajaga | Momčilo Bajagić Bajaga                     | 4:50    |
| 8. | „Život je nekad siv, nekad žut” | Momčilo Bajagić Bajaga | Momčilo Bajagić Bajaga, Živorad Milenković | 3:49    |
| 9. | „Od kada tebe volim”            | Momčilo Bajagić Bajaga | Momčilo Bajagić Bajaga                     | 3:58    |
|    |                                 |                        |                                            | 35:52   |

## Twórcy
- Momčilo Bajagić Bajaga – śpiew, gitary, gitara akustyczna, aranżacje
- Žika Milenković – śpiew, aranżacje
- Miroslav Cvetković – wokal wspierający, gitara basowa, aranżacje
- Nenad Stamatović – gitary, wokal wspierający
- Saša Lokner – instrumenty klawiszowe
- Vladimir Golubović – perkusja, wokal wspierający, aranżacje
- Branko Mačić – gitara jazzowa
- Slobodan Božanić – gitara basowa
- Vlada Negovanović – gitary
- Davor Rodik – gitary
- Saša Habić – produkcja muzyczna, aranżacje
- Davor Rodik – gitary
- Saša Dragić – wokal wspierający
- Goranka Matić, M.S. Đakon – fotografie[1]